# Haus Düsse
Haus Düsse este o arie protejată (arie specială de conservare — SAC, sit de importanță comunitară — SCI) din Germania întinsă pe o suprafață de 0,07 ha, integral pe uscat.

## Localizare
Centrul sitului Haus Düsse este situat la coordonatele 51°38′19″N 8°11′35″E / 51.6386°N 8.1931°E.

## Înființare
Situl Haus Düsse a fost declarat sit de importanță comunitară în aprilie 2004 pentru a proteja 1 specie de animale. Situl a fost protejat și ca arie specială de conservare în decembrie 2006.

## Biodiversitate
Situată în ecoregiunea atlantică, aria protejată nu include niciun habitat protejat.
La baza desemnării sitului se află o specie protejată de  mamifere: liliac comun (Myotis myotis).